# Illhaeusern
Illhaeusern là một xã ở tỉnh Haut-Rhin trong vùng Grand Est ở đông bắc Pháp. Xã này có diện tích 10,46 km², dân số năm 1999 là 718 người. Khu vực này có độ cao từ 172-179 mét trên mực nước biển.